# Várna (Bulgária)
Várna (bolgárul: Варна) Bulgária harmadik legnagyobb városa. A Fekete-tenger partján fekszik, a hasonló nevű megye székhelye, fontos turisztikai célpont, kereskedelmi és kulturális központ. A magyarok számára Hunyadi János vesztes csatája révén ismeretes hely.

## Fekvése
Várna a Fekete-tenger partján fekszik, a patkó alak Várnai-tó és a tenger által körülzárt, délszaki növényzettől burjánzó területen. A város legmagasabb pontja 80 méteren, a mészköves Frangen-fennsíkon található. Húsz km hosszú homokos partja kiváló fürdőhely. Legismertebb nyaralóövezetei az Aranyhomok és az Albena. Kedvelt kirándulóhely még a várostól 45 km-re északra fekvő egykori román királyi üdülőhely, Balcsik is.

## Éghajlata
| Hónap                                                  | Jan. | Feb. | Már. | Ápr. | Máj. | Jún. | Júl. | Aug. | Szep. | Okt. | Nov. | Dec. | Év   |
| ------------------------------------------------------ | ---- | ---- | ---- | ---- | ---- | ---- | ---- | ---- | ----- | ---- | ---- | ---- | ---- |
| Átlagos max. hőmérséklet (°C)                          | 6,0  | 7,2  | 10,2 | 14,8 | 20,4 | 25,1 | 26,6 | 26,6 | 23,9  | 18,6 | 12,7 | 8,1  | 16,7 |
| Átlagos min. hőmérséklet (°C)                          | −1,7 | −1,1 | 1,7  | 6,1  | 10,8 | 15,0 | 17,2 | 17,1 | 13,5  | 9,1  | 4,6  | 0,5  | 7,8  |
| Átl. csapadékmennyiség (mm)                            | 32   | 30   | 44   | 57   | 44   | 58   | 51   | 41   | 44    | 43   | 56   | 42   | 540  |
| Havi napsütéses órák száma                             | 90   | 102  | 143  | 180  | 248  | 270  | 301  | 299  | 219   | 167  | 105  | 79   | 2203 |
| Forrás: Climatebase.ru , Weather Atlas (sunshine data) |      |      |      |      |      |      |      |      |       |      |      |      |      |

| Hónap                        | Jan.  | Feb.  | Már.  | Ápr. | Máj. | Jún. | Júl. | Aug. | Szep. | Okt. | Nov.  | Dec.  | Év    |
| ---------------------------- | ----- | ----- | ----- | ---- | ---- | ---- | ---- | ---- | ----- | ---- | ----- | ----- | ----- |
| Rekord max. hőmérséklet (°C) | 21,2  | 22,5  | 29,5  | 29,0 | 34,0 | 38,0 | 39,4 | 38,9 | 37,2  | 33,0 | 27,0  | 21,2  | 39,4  |
| Rekord min. hőmérséklet (°C) | −19,0 | −17,2 | −13,5 | −5,0 | 0,0  | 0,0  | 7,0  | 0,0  | 0,0   | −7,7 | −10,0 | −17,0 | −19,0 |
| Forrás: Climatebase.ru       |       |       |       |      |      |      |      |      |       |      |       |       |       |

| Várna                          | Várna      | Várna      | Várna      | Várna      | Várna       | Várna       | Várna       | Várna       | Várna       | Várna       | Várna       | Várna      | Várna       |
| Hónap                          | Jan        | Feb        | Mar        | Apr        | Maj         | Jun         | Jul         | Aug         | Sep         | Okt         | Nov         | Dec        | Év          |
| ------------------------------ | ---------- | ---------- | ---------- | ---------- | ----------- | ----------- | ----------- | ----------- | ----------- | ----------- | ----------- | ---------- | ----------- |
| Átlagos tengervíz hőm. °C (°F) | 8.0 (46.4) | 7.3 (45.1) | 7.7 (45.9) | 9.7 (49.5) | 15.8 (60.4) | 21.5 (70.7) | 24.5 (76.1) | 24.8 (76.6) | 22.7 (72.9) | 17.8 (64.0) | 13.2 (55.8) | 9.9 (49.8) | 15.2 (59.4) |
| Átlagos UV index               | 1          | 2          | 3          | 5          | 7           | 8           | 9           | 7           | 5           | 3           | 2           | 1          | 4.4         |
| forrás: Weather Atlas          |            |            |            |            |             |             |             |             |             |             |             |            |             |

## Történelme

### Ókor, középkor
Várna Európa egyik legrégebbi városa, i. e. 570-ben a milétosziak kereskedelmi lerakataként jött létre Odesszosz néven. Görög nekropolisza ma is megtalálható. A középkorban többször cserélt gazdát a bizánciak és a bolgárok között. Az oszmán-törökök először 1389-ben foglalták el, másodjára a magyarok számára végzetes várnai csata során, 1444-ben.

### A várnai csata
A szájhagyomány szerint amikor II. Murád szultán a magyarok ellen vonult, megfogadta, hogy győzelem esetén birodalma fővárosában, Bursa városában húsz dzsámit emel. A várnai csatában ugyan diadalmaskodott, de Anatóliába visszatérve rájött, hogy magánvagyona kevés lenne húsz imaház felépítésére, helyette megalkotta Bursa mai ékességét, a húszkupolás Ulu Dzsámit, amelyet a híres szúfi szent, Somuncu baba avatott fel.
II. Murád szultán miután 1440-re megszilárdította birodalma rendjét, haderejével Magyarország ellen fordult. Elsőként Nándorfehérvár elfoglalására tett kísérletet, de nem járt sikerrel. 1442-ben az Erdélyre törő seregei ismét vereséget szenvedtek. A keresztény Európa fellelkesült a győzelmeken és 1443-ban keresztes hadjárat megindítására vették rá a magyar uralkodót, I. (Jagelló) Ulászló magyar királyt, melynek végső célja Drinápoly elfoglalása és a török Európából való kiűzése volt.

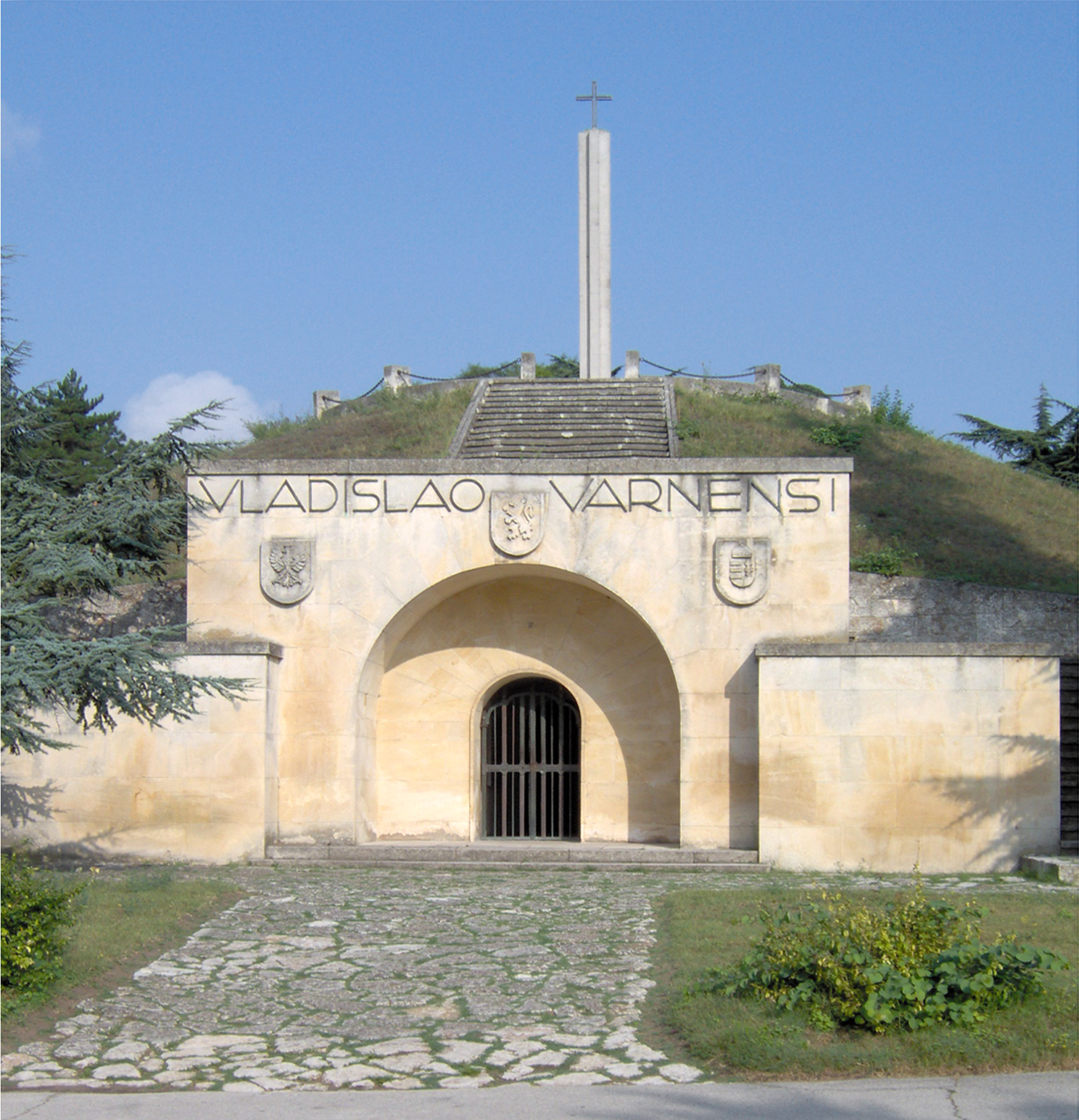
Ulászló király jelképes sírja (kenotáfiuma)

A keresztény sereg utolsó egységei 1444. november 9-én érték el a várost, mely a többi környékbeli erődökkel együtt megnyitotta kapuit a sereg előtt. A fáradt katonák a város falai előtt húzták fel sátraikat, melyek legalább másfél négyzetkilométeres területet borítottak el. A délutáni órákban feltűntek nyugatról az első török csapatok. Könnyűlovas akindzsik csoportjai nyargaltak a síkon, mögöttük pedig az egyre erősödő zaj és porfelleg jelezte a szultán seregének érkezését.
Hunyadi, mivel jól ismerte a török taktikát, a csatarend felállításakor a rendelkezésre álló csapatokat viszonylag széles arcvonalon, több önállóan is harcolni képes csapatban állította fel. A török átkarolási kísérletek kivédésére a balszárny közvetlenül a Várnai tó partján fejlődött fel, öt önállóan vezetett mintegy ezer fős bandériumban, zömében erdélyi vitézekből. A szárny parancsnoka Hunyadi sógora, Szilágyi Mihály volt… November 10-én, a hajnali órákban törökök is megkezdték az előrenyomulást. A ruméliai hadtest huszonötezer harcosa Daud ruméliai beglerbég parancsnoksága alatt a tó és az út között, az anatóliai hadtest pedig Karadzsa anatóliai beglerbéggel az út és a hegy között vonult Várna irányába. Őket követte az úton a szultán kíséretében tízezer janicsár és háromezer portai szpáhi… Az ütközet kezdetén gyakorlatilag mindkét török szárny megsemmisült, a szultán a csatatér elhagyását fontolgatta, de az egyik főembere maradásra bírta. Hunyadi tudta, hogy a török lovasság üldözését annak teljes szétveréséig folytatni kell, nehogy később újra rendeződve visszatérjenek a harcba. Az üldözés megkezdésekor azt kérte a királytól, hogy maradjon a csatatéren a középhaddal, de ne indítson támadást a janicsárok ellen. Azok ugyanis nem estek pánikba, hanem fegyelmezetten várták, hogy utolsó csepp vérükig védelmezzék a szultánt… Amikor egy kis időre szabaddá vált a bejárat a janicsárok által védelmezett cölöpsánc felé, a király – egy mindössze ötszáz fős lengyel–magyar lovashadtest élén – vakmerőn bevágtatott. „Gospodar Murad!” – kiáltott a szultán felé, de a janicsárok már körül is vették. Bár vitézül harcolt, a gyalogosok megsebezték a lovát, és amikor a földre zuhant, Kodzsa Hizir janicsár levágta a fejét és azt lándzsára tűzve a szultánhoz küldte. A király halála a törökök körében lelkesedést, a keresztény seregben pánikot keltett, ezért Hunyadi elrendelte a visszavonulást."

### Ottomán és bolgár uralom
Az Oszmán Birodalom fennállása során Várna elsősorban a krími háború idején értékelődött fel. Az oroszok 1773-ban és 1828-ban is megostromolták. Várna 1878-ban került a bolgárok kezébe. Hanyatlásnak indult, mikor Dél-Dobrudzsa román kézre került.

## Látnivalói

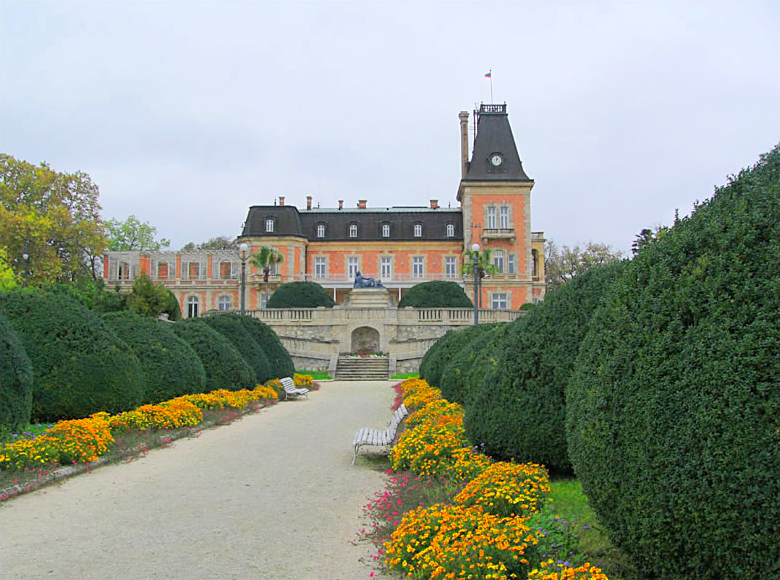
Az Euxinográd palota

Leglátványosabb műemléke az ortodox katedrális, aminek az őse a 15. században épült, s a 17. században bővítették ki. A Dzsarnavara parkban egyébként állnak még egy ókori bazilika romjai is.
Híresek Várna múzeumai is. Ilyen a Várnai Régészeti Múzeum, az aquarium és az 1984-ben létesített delfinárium, ami az építésekor a legnagyobb volt a világon. A város határában áll a várnai csata emlékparkja, ahol felkereshetjük I. Ulászló királyunk sírját.
A várostól 8 km-re fekszik az Euxinográd palota, amit Viktor Rumpelmayer, egy osztrák építész tervezett 1882-ben, s aminek a stílusa a francia kastélyok hangulatát idézi. Itt kiáltották ki az egyesített Bulgáriát 1885-ben. Parkjában 310 növényfajtát tekinthetünk meg.

## Közlekedés
A városnak három vonalból álló trolibuszhálózata is van.

## Magyar vonatkozásai
Várna legfontosabb körútját I. Ulászlóról nevezték el (Bulevard Vladislav Varnenchik), második legnagyobb körútját Hunyadi Jánosról (Bulevard Yan Hunyad). I. Ulászló emlékére pedig 1924-ben mauzóleum-emlékparkot alapítottak.

## Sport
A labdarúgás nagy népszerűségnek örvend a városban, amely férfi (Cserno More) és női (Grand Hotel) csapattal is büszkélkedhet.

## Galéria

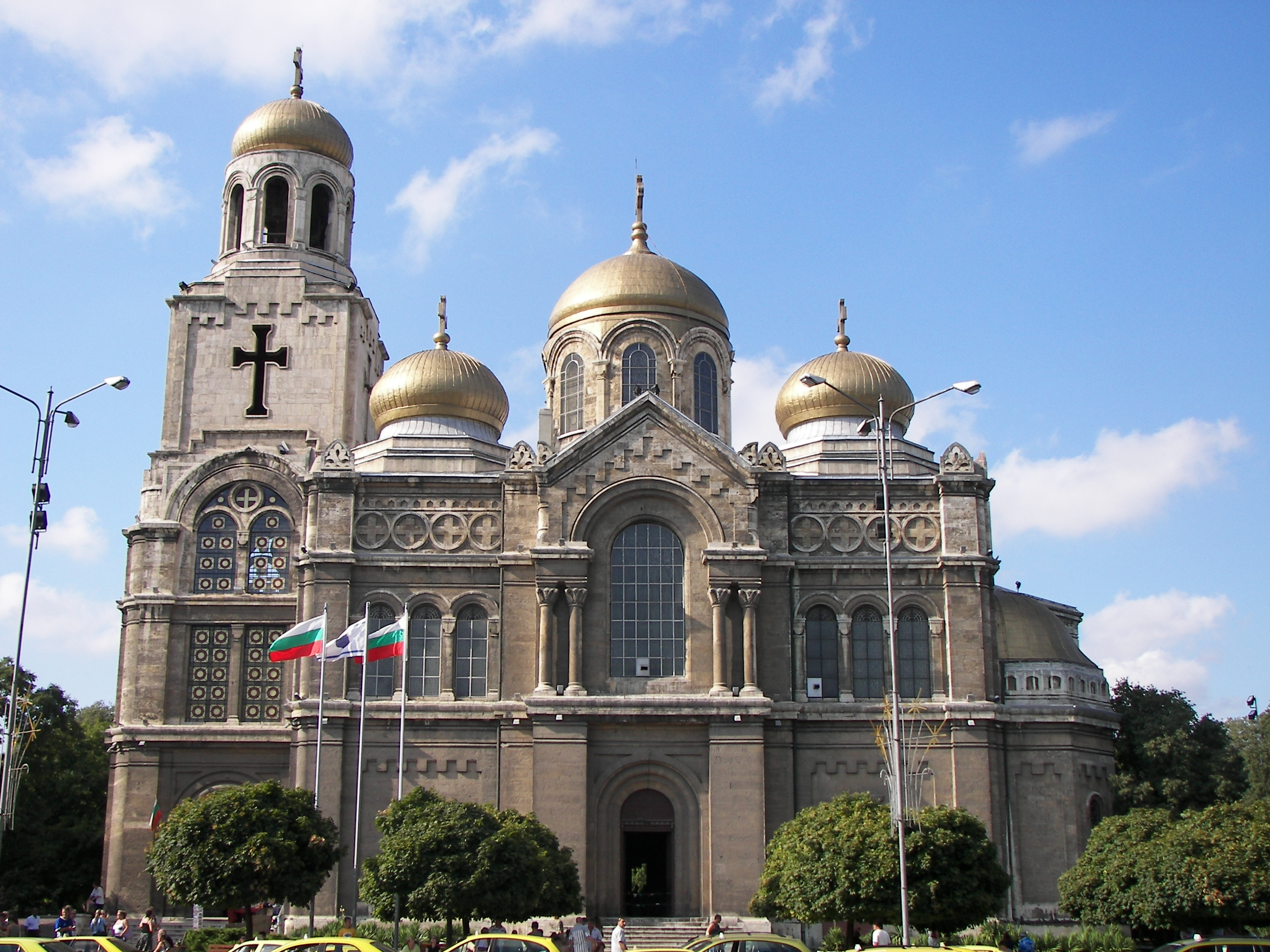
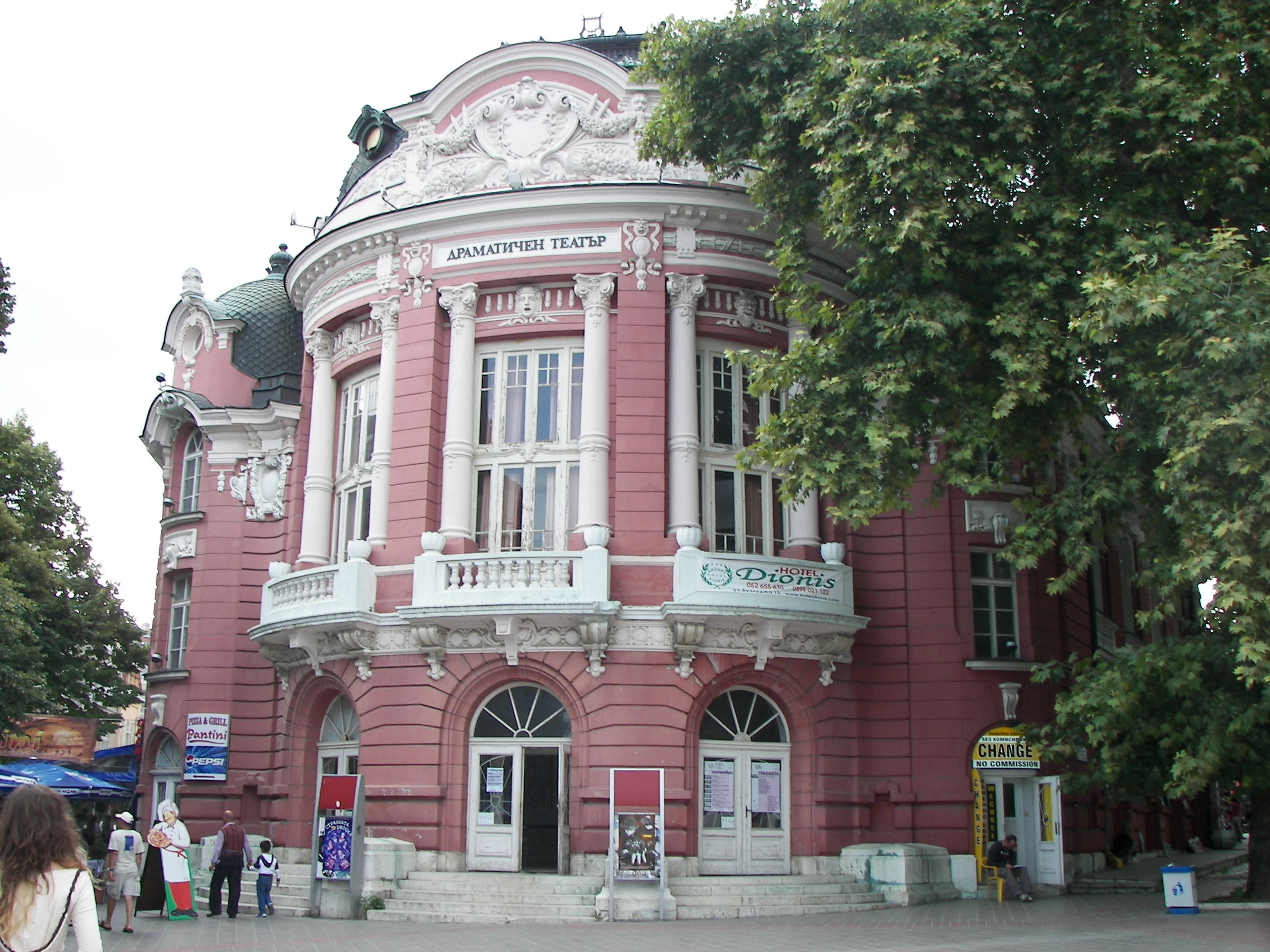
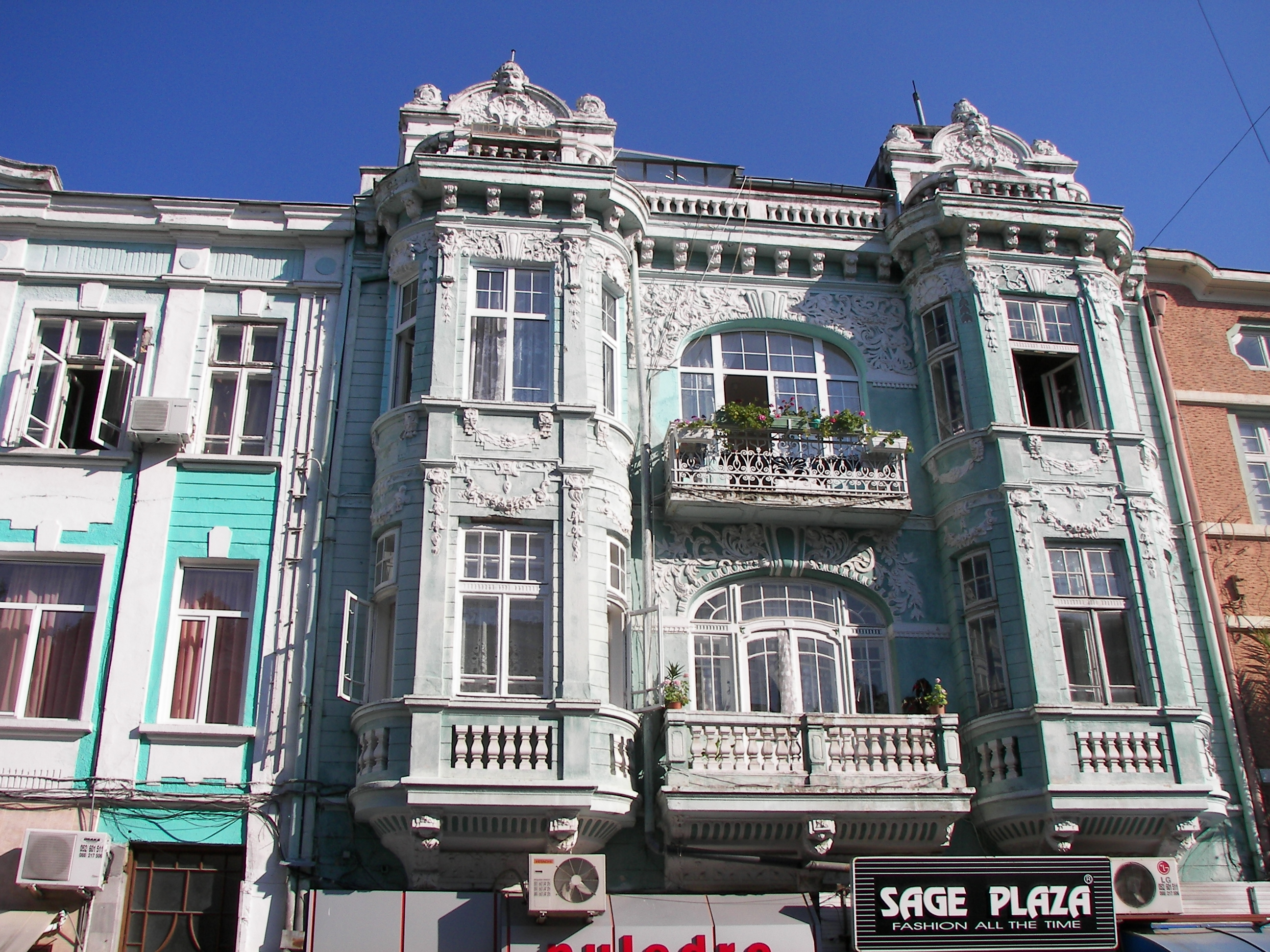
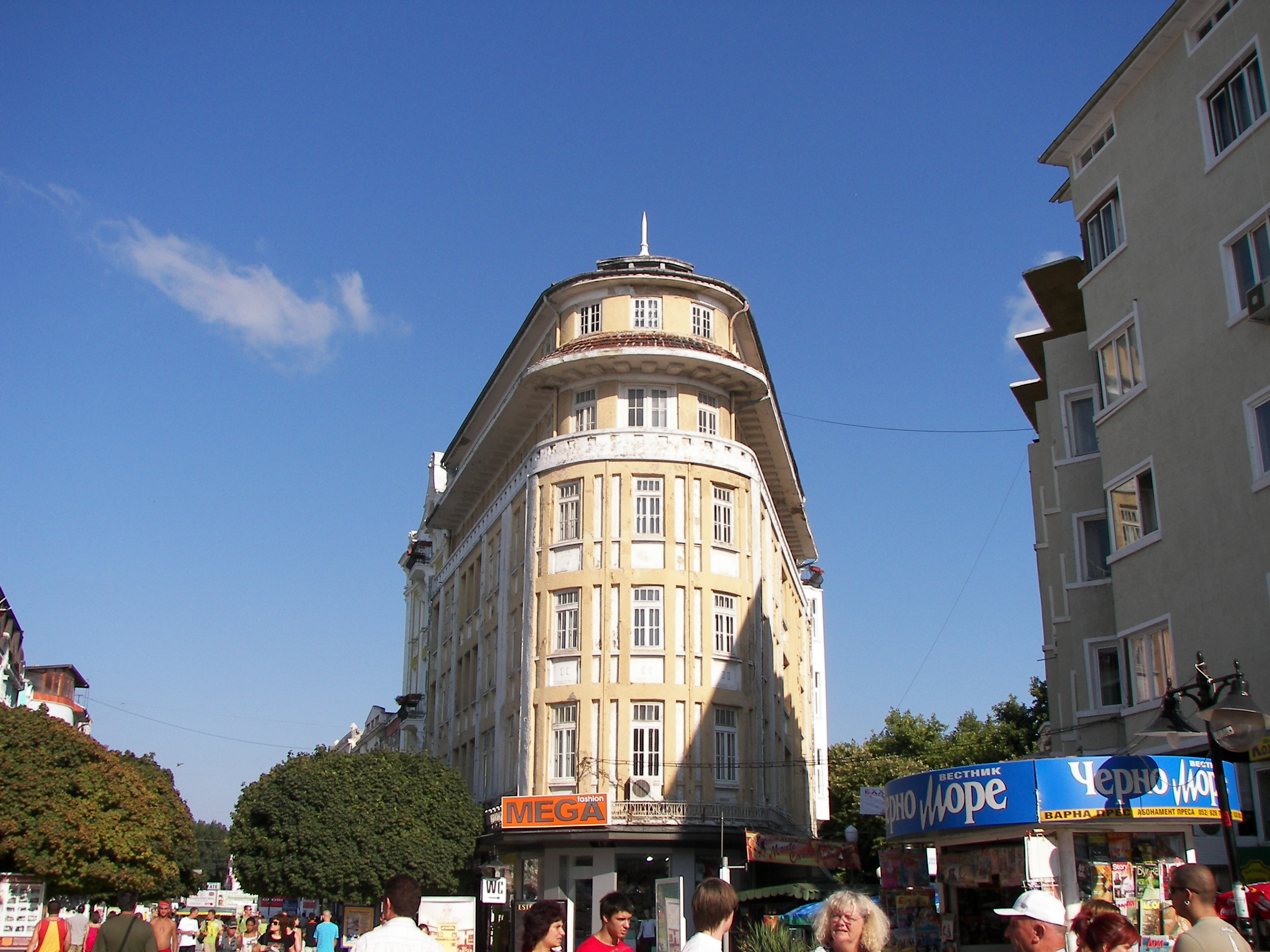

## Testvérvárosai
Novoszibirszk, Oroszország
Szeged, Magyarország